# Dobrești, Alba
Dobrești este un sat în comuna Gârda de Sus din județul Alba, Transilvania, România.